# Bellamy (Rekordfahrzeug)
Bellamy war ein für Geschwindigkeitsrekorde vorgesehenes Fahrzeug, das ein französischer Ingenieur gleichen Namens 1904 in Paris konstruierte und baute oder bauen ließ. Ob Bellamy weitere Automobile herstellte, ist ungewiss.

## Fahrzeug
Im Auftrag der Amerikanerin Miss Hockenhull baute der Franzose Bellamy einen Rennwagen mit 38,5-Liter-Achtzylindermotor (Bohrung und Hub 18,3 cm). Der Motor leistete 200 PS und hatte zur Sicherheit Doppelzündung. Die berechnete Höchstgeschwindigkeit von 185 km/h sollte ausreichen, um neue Geschwindigkeitsrekorde aufzustellen. Für die Fahrt über einen Kilometer galten 20 Sekunden als möglich. Der Kraftstoffverbrauch war mit 50 Liter pro Stunde angesetzt worden. Ein Schaltgetriebe gab es nicht; die Geschwindigkeit sollte hauptsächlich durch das Zuschalten oder Abschalten der einzelnen Zylinder des Motors geregelt werden. Statt mit einer üblichen Kurbel wurde der gewaltige Motor der Hebelwirkung wegen mit einer langen Stange angeworfen. Die Kraft beziehungsweise das Drehmoment wurde über eine Kette an die Hinterachse übertragen. Der Fahrzeugrahmen wurde zur Gewichtsreduzierung aus gelochten U-Profilen gebaut. Der Radstand betrug 2300 mm. 
Die Auftraggeberin wollte den Wagen selbst fahren, allerdings nur über kurze Strecken. Die Presse äußerte in dem Zusammenhang die Vermutung, das Fahrzeug sei „in der Hauptsache eine Studienmaschine, an der vielleicht für die Technik interessante Beobachtungen gemacht werden können“, als „Gebrauchsvehikel“ komme es wahrscheinlich nicht infrage, auch nicht für den Sport.
Der Automobilhistoriker und -autor George Nicholas Georgano schrieb im Dezember 1971, dass er keine Kenntnis darüber habe, ob mit diesem Fahrzeug jemals eine Rekordfahrt oder auch nur der Versuch einer Rekordfahrt unternommen worden sei.